# Theodor Harms (Theologe)

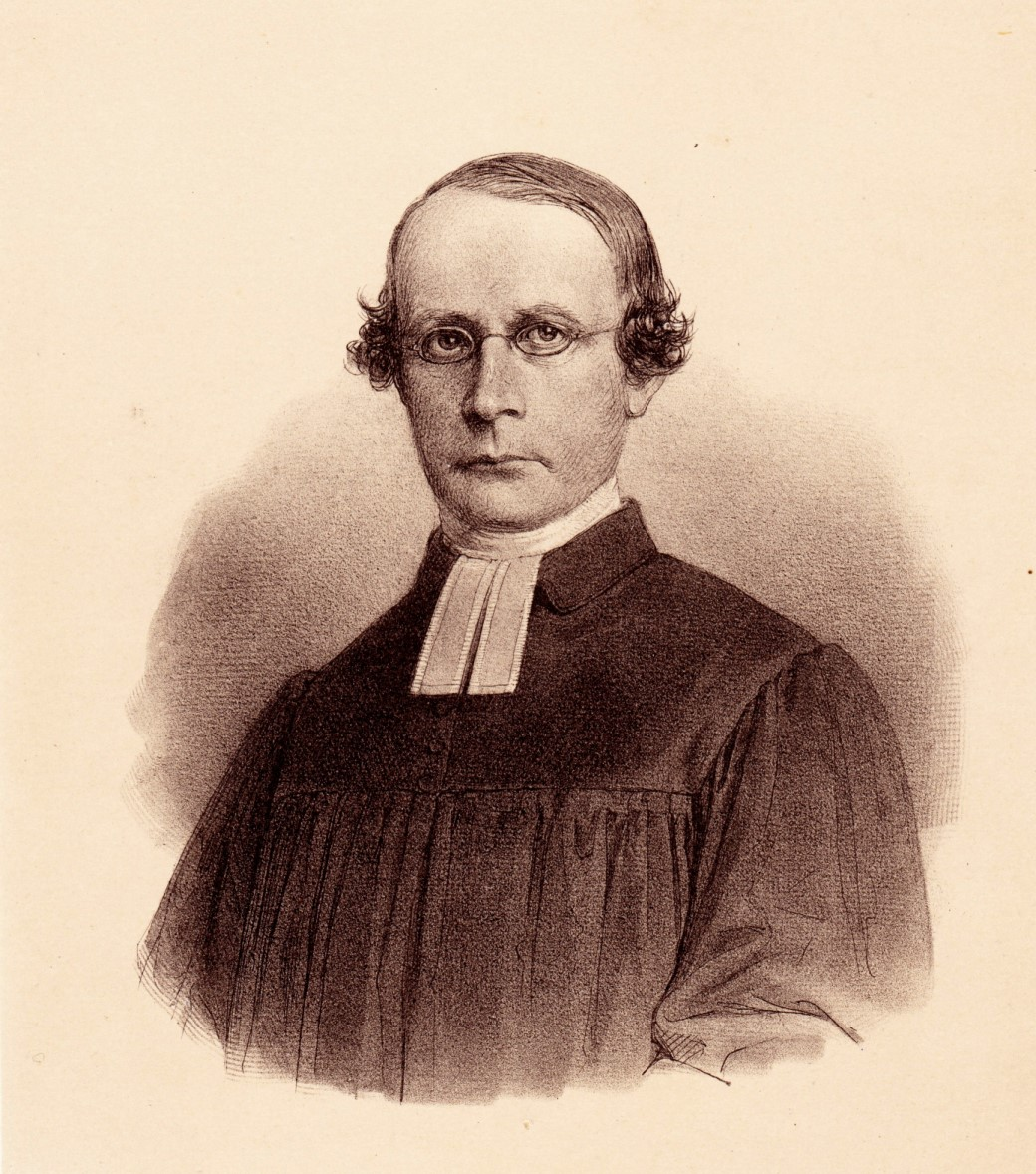
Theodor Harms

Carl Friedrich Theodor Harms (* 19. März 1819 in Hermannsburg; † 16. Februar 1885 ebenda) war ein deutscher Theologe.

## Leben
Harms besuchte das Johanneum in Lüneburg und studierte von 1839 bis 1842 in Göttingen Theologie. Sein älterer Bruder Ludwig Harms berief ihn 1849 zum Inspektor der Missionsanstalt in Hermannsburg, wo er im gleichen Jahr zum Gründer des ersten Posaunenchors der hannoverschen Landeskirche wurde. Von 1857 bis 1866 war er Pastor an der St.-Laurentius-Kirche in Müden (Örtze). Als sein Bruder am 14. November 1865 starb, übernahm Harms die Missionsleitung. Außerdem folgte er der Berufung als Hermannsburger Pfarrer.
Als Hannover 1866 preußische Provinz wurde, befürchtete Harms die Union und stellte sich in seinen Predigten gegen eine Verbindung von Kirche und Staat. Mit der Einführung der Zivilehe und damit einhergehenden Änderung der Trauliturgie 1877 kam es zum Bruch zwischen Harms und der Landeskirche. Harms weigerte sich aus Gewissensgründen, die neue Trauliturgie anzuwenden. Darum wurde er am 4. Februar 1878 seines Amtes entsetzt. 
Darauf gründete er mit dem größeren Teil seiner Gemeinde und weiteren Pfarrern und Gemeinden in der Provinz Hannover die Hannoversche evangelisch-lutherische Freikirche; die Missionare der Hermannsburger Mission folgten ihm mit wenigen Ausnahmen.

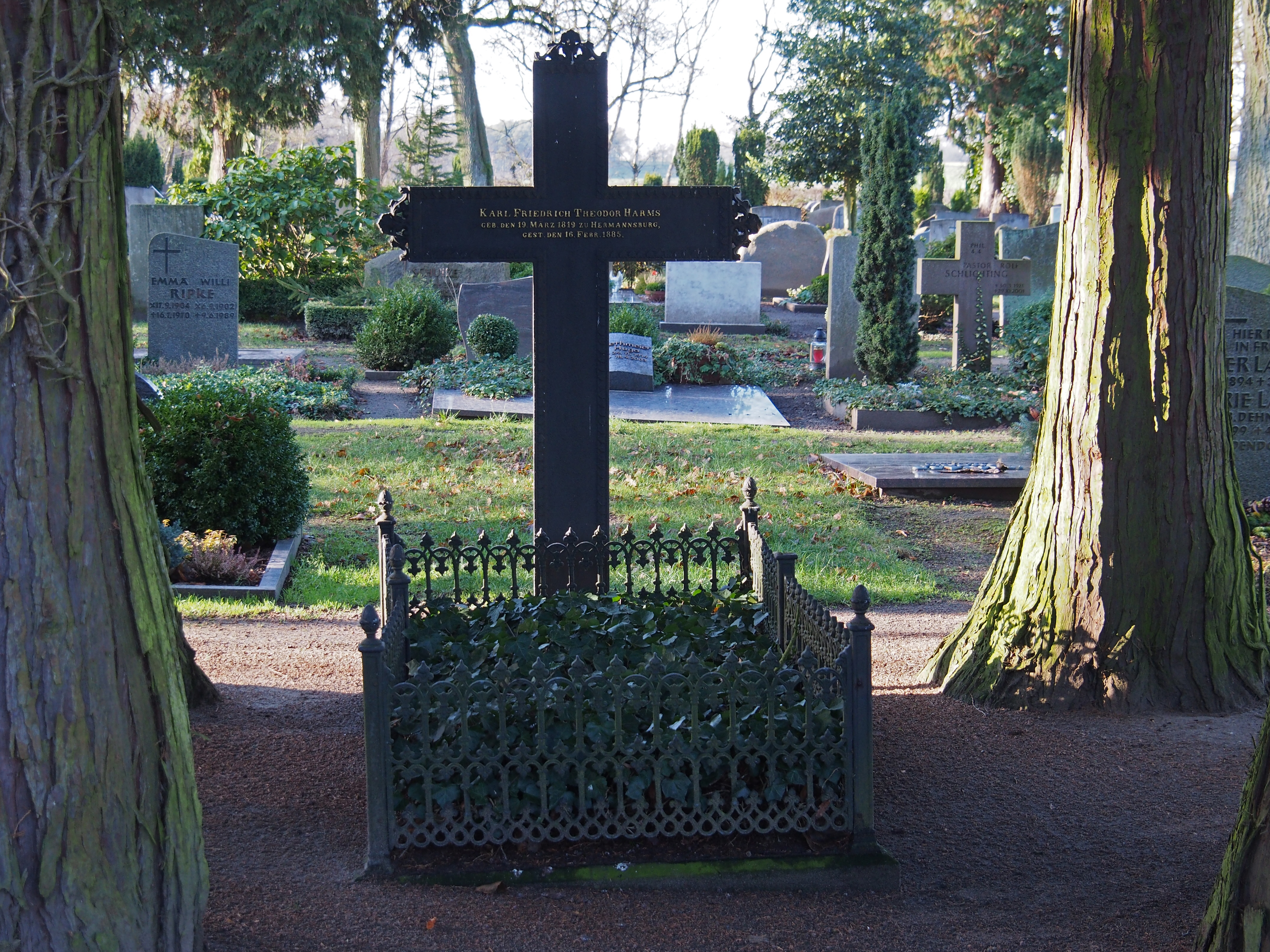
Grab von Theodor Harms

Theodor Harms ist auf dem Hermannsburger Friedhof beerdigt. Sein Grab ist noch erhalten.